# Novelas de Justiniano
Novelas de Justiniano ou Novelas das Constituições (em latim: Novellae Constitutiones) são as leis publicadas pelo imperador Justiniano I (r. 527–565) depois da conclusão do Código de Justiniano. Foram redigidas sobretudo em grego e, diferente das leis presentes no Digesto e nas Instituições (duas das quatro partes do código), são acompanhadas de extensas justificativas e legitimações. Pretendia-se que fossem publicadas como uma compilação oficial, mas isso não ocorreu devido a morte do jurista Triboniano, que havia sido encarregado de compilar as leis do código. Por isso, foram transmitidas por coleções privadas, com a mais extensa englobando 168 novelas (algumas das quais de sucessores de Justiniano) e 13 éditos. Há recensões em latim (Autêntico e Epítome de Juliano) e grego (Sintagma de Atanásio Escolástico e coleção de Teodoro Escolástico) do século VI ou VII e boa parte delas foam incorporadas nas Basílicas de Leão VI, o Sábio (r. 886–912).